# Jechentalovy domy

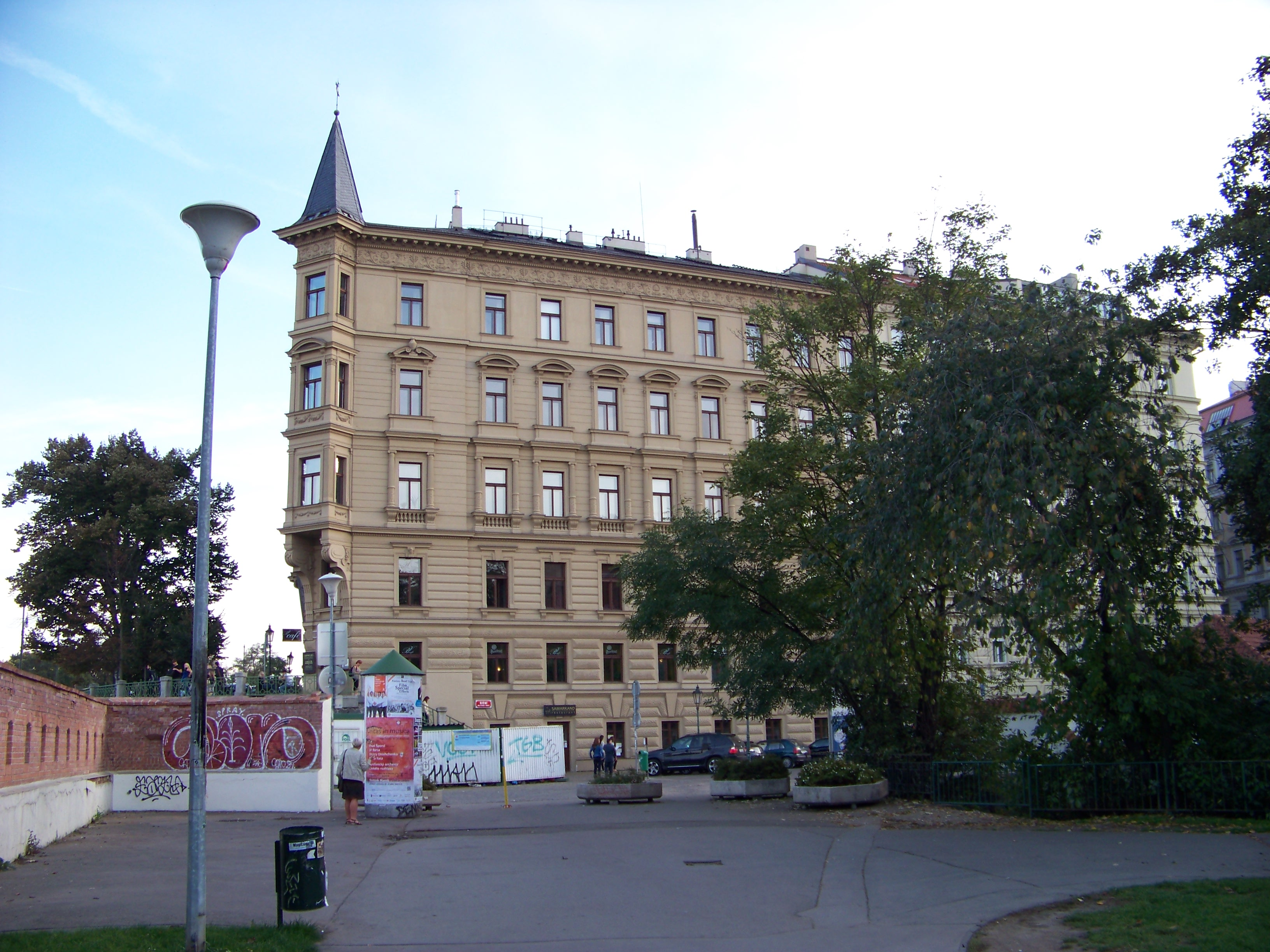
Dům čp. 563, pohled z Kampy

Jechentalovy domy je označení dvou sousedících činžovních domů na Malé Straně v Praze 1, v ulici Malostranské nábřeží. Domy čp. 558 a čp. 563 nechal v letech 1887 až 1890 postavit podnikatel a stavitel Jindřich Jechental, architektem byl Josef Schulz. Od roku 2002 jsou oba novorenesanční domy kulturní památkou.

## Historie a popis

### Umístění
Oba domy nad levým břehem Vltavy, mezi mostem Legií a Kampou, navazují na frontu domů Janáčkova nábřeží. Byly postaveny na místě zrušeného malostranského bastionu při nové úpravě nábřeží. 

### Stavebník a architekt
Autorem urbanistického konceptu a stavebníkem byl Jindřich (Heinrich) Jechenthal (1842–1899, někdy psán i jako Jechental). Oba domy jsou v exteriéru i interiéru řešeny obdobně, v detailech se liší. Jako architekt je uváděn Josef Schulz.
Jindřich Jechental s manželkou a syny žil na Janáčkově nábřeží od roku 1878 v domě čp. 126/1, od roku 1881 v sousedním domě čp. 133/61. V roce 1889 se přestěhovali na Malostranské nábřeží do domu č. 558.

### Popis
Nárožní dům vlevo (blíže mostu Legií, Malostranské nábřeží 558/1 a Vítězná 558/2) je nad zvýšeným přízemím třípatrový. Nábřežní fasáda je bohatě architektonicky členěná, má deset os, z nichž krajní jsou zvýrazněny rizality se sdruženými okny. Uprostřed suterénu je edikulový portál s půlkruhovým záklenkem. V 1. patře je nad portálem balkon s volutovými konsolami, dvojice balkonů je i ve 2. patře. Ve 3. patře jsou na meziokenních plochách malby (nezjištěného autora), zobrazující "staroslovanské" ženy. Průčelí do Vítězné ulice je šestiosé, nároží je zkosené s letopočtem 1888. Ve vestibulu domu je jednoramenné schodiště do zvýšeného přízemí, nad ním je kazetový strop s dekorativní malbou, boční stěny zdobí pilastry s volutovými hlavicemi a mělké niky s mušlí. Domovní interiér doplňují i vyřezávané supraporty nad vchody do bytů a ornamentální mozaiková dlažba chodeb.
Nárožní dům vpravo (blíže Kampě, Malostranské nábřeží 563/3 a Říční 563/1) má obě průčelí devítiosá. Nad zkoseným nárožím je arkýř prostupující všemi třemi patry a završený ostrou stříškou ve tvaru čtyřbokého jehlanu. Na boční severní straně (fasáda do Říční ulice) je kvůli výrazně nižšímu terénu pod suterénem ještě jedno podlaží, k němuž vede z nábřeží schodiště. V roce 1910 byly v tomto domě upravovány dvorní pavlače, v roce 1934 byl instalován výtah.